# Anatolij Makarovič Tarasov
Anatolij Makarovič Tarasov, spesso traslitterato come Tarassov (in russo Анатолий Макарович Тарасов?; Kuz'minskoe, 1921 – Leningrado, 26 aprile 1971), è stato un partigiano sovietico che ha partecipato alla Resistenza italiana.

## Biografia
Tarasov nasce nel 1921 in un villaggio dell'Udomel'skij rajon. Rimasto presto orfano del padre Makar Fëdorovič, viene cresciuto insieme al fratello Georgij dalla madre Aleksandra Aleksandrovna Smirnova a Leningrado, dove la famiglia si è nel frattempo trasferita.

### La prigionia e l'incontro con i fratelli Cervi
Nelle prime fasi della partecipazione sovietica alla Seconda guerra mondiale Tarasov, che combatte in un reparto di fanteria dell'Armata Rossa, viene catturato dai Tedeschi nel Lužskij rajon. Trasferito in Italia nell'estate del 1943 e aggregato all'esercito tedesco come ausiliario, riesce a scappare insieme al compagno di prigionia Viktor Pirogov, e con lui trova rifugio - anche grazie all'aiuto della partigiana Lucia Sarzi - a Gattatico, nella casa dei fratelli Cervi. Opera come partigiano nella zona di Reggio Emilia e viene arrestato insieme ai Cervi il 25 novembre. Poco dopo viene trasferito in carcere a Parma e poi nel campo di concentramento di Verona.

### Il battaglione sovietico
Nella primavera del 1944 evade e torna nel Reggiano. Dapprima opera nelle SAP della pianura, poi sale in montagna e combatte nel battaglione sovietico, una brigata internazionale formata prevalentemente da ex soldati dell'Armata Rossa e incorporata nelle formazioni partigiane modenesi. Divenuto commissario politico del battaglione (comandato da Vladimir Pereladov), partecipa alla difesa della Repubblica partigiana di Montefiorino. Dopo una serie di successi il battaglione sfonda le linee tedesche e si incontra con la 5ª Armata statunitense che procede da Sud. Si avviano delle trattative al termine delle quali il battaglione sovietico accetta di consegnare le armi. Tarasov si sposta allora oltre la Linea Gotica per ricongiungersi alle truppe regolari sovietiche operanti in Italia e partecipare alle operazioni di rimpatrio degli ex prigionieri di guerra sovietici, dapprima a Salerno e poi di nuovo in Emilia, dove va a far parte della Sezione Russi del Battaglione alleato.

### Il ritorno in Urss
Dopo la Liberazione rimane in Italia altri sei mesi nell'ambito del lavoro di rimpatrio degli ex prigionieri. Al ritorno in Unione Sovietica viene arrestato a causa del clima di sospetto esistente intorno ai soldati catturati dai Tedeschi e sconta tre anni di prigionia. La riabilitazione completa, per la quale si adopera anche l'Anpi di Reggio Emilia, avviene nel 1956.
Dopo la detenzione Tarasov vive a Leningrado lavorando come incisore. Molto attivo nell'Associazione Italia-Urss, ha un ruolo importante nella ricerca della famiglia di Fëdor Andrianovič Poletaev, caduto in Liguria e decorato con la Medaglia d'oro al valor militare e con la Stella d'Oro di Eroe dell'Unione Sovietica. Inoltre, Tarasov ha una fitta corrispondenza con Alcide Cervi e con altri partigiani modenesi e reggiani, molti dei quali avrà modo di incontrare in un viaggio in Italia nel 1965. Nel 1960 pubblica a Leningrado il libro Sui monti d'Italia (in russo В горах Италии?). Il testo, tradotto da Riccardo Bertani, viene pubblicato a puntate tra il 1973 e il 1974 su Ricerche storiche, quadrimestrale dell'Istituto Storico della Resistenza di Reggio Emilia, e nel 1975 viene fatto ristampare dall'Anpi. Negli ultimi anni della sua vita stava inoltre scrivendo L'Italia nel cuore (in russo Италия в сердце?), pubblicato postumo a Leningrado nel 1976.

### La morte
Tarasov, cui è stata dedicata una via a Reggio Emilia, è stato decorato dall'Unione Sovietica con l'Ordine della Guerra patriottica di prima classe. Scomparso nel 1971 a seguito di problemi ai polmoni che si trascinava fin dal periodo della guerra, è sepolto nel cimitero Bol'šeochtinskoe, nel distretto Krasnogvardejskij di San Pietroburgo. Una targa lo ricorda presso la scuola della allora Leningrado frequentata da Tarasov dal 1929 al 1936.

## Pubblicazioni
- В горах Италии (Leningrado, Lenizdat, 1960). Edizione italiana: Sui monti d'Italia. Memorie di un garibaldino russo (Reggio Emilia, Anpi, 1975).
- Италия в сердце. Записки русского Гаривальдийца (Leningrado, Lenizdat, 1976).